# Mouy
Mouy település Franciaországban, Oise megyében. Lakosainak száma 5339 fő (2022. január 1.). Mouy Hondainville, Angy, Balagny-sur-Thérain, Bury, Cauvigny, Heilles, Mouchy-le-Châtel és Ully-Saint-Georges községekkel határos.

## Népesség
A település népességének változása:
| Lakosok száma | 5197 | 5280 | 5404 | 5288 | 5255 | 5237 | 5270 | 5305 | 5339 |
|               | 2013 | 2015 | 2016 | 2017 | 2018 | 2019 | 2020 | 2021 | 2022 |